# 水永牧子
水永 牧子（みずなが まきこ、1975年2月2日 - ）は、日本のチェンバロ奏者。
幼少の頃より桐朋学園子供のための音楽教室にて学ぶ。鷗友学園女子中学校・高等学校卒業。桐朋学園大学古楽器科を卒業し、フライブルク音楽大学大学院に留学、同校でドイツ国家・ソリストディプロマを取得する（チェンバリストとしては同校初めて）。2001年東京にてソロ・リサイタルデビュー。2005年東京オペラシティ・リサイタルシリーズ「B→C」、教育芸術社「平成28年度用の中学校音楽デジタル教科書」に出演するなど幅広く活動。ローランド社の電子チェンバロ「C-30」の開発に携わり、デモンストレーションも行った。
高祖父（大島正健）が札幌農学校の第一期生としてクラーク博士の教えを受けたこともあり、2004年に台風の被害を受けた北海道大学ポプラ並木の再生プロジェクトに関わる。2006年にはポプラで出来たチェンバロのお披露目演奏を担当。新聞各紙等で大きく取り上げられ話題となった。
また、1996年よりアンサンブル「ラ・フォンテーヌ」のメンバーとして活発な演奏活動を行っている。ロンドンSBC音楽祭、ヨーク古楽祭に参加し、またNHK『素敵にガーデニングライフ』のテーマ音楽の編曲、演奏も手がけた。
高祖父の大島正健が同じクラーク博士の教え子だった伊藤一隆の妹と結婚した為、伊藤の玄孫の中川翔子とは親戚である。

## ディスコグラフィー
- D. スカルラッティ・ソナタ集（アントレ）
- 夢見る雨(ビクター）
- イングリッシュ・ガーデン（ビクター）
- イングランド麗し～吟遊詩人の歌と変奏曲（浜松市楽器博物館）
- チェンバロおもちゃ箱（日本アコースティックレコーズ）
- ゴルトベルク変奏曲（レーベルPOOH'S HOOP）　　＊以上はソロのCD
- 水の薫り　（ミューズ・エンターテインメント）　　＊アクア・トリニティ
- バロックの泉（アントレ）
- バロック・スピリット（アントレ）
- インサラータ　（トライエム・クラシック）
- 華麗なるフランスバロック　（レグルス・レーベル）
- ドイツバロックの精華（レグルス・レーベル）
- 栄光のイギリス音楽（レグルス・レーベル）　　＊以上はラ・フォンテーヌ
- ヴィルトゥオーゾ・オーボエ（アントレ）
- チェンバロDVDブック〜歴史と様式の系譜〜（久保田 彰 著）

## 受賞歴
- 1999年 モントリオール国際チェンバロ・コンクール第2位、Michel Gonnevilleの作品を演奏し現代曲最優秀賞も受賞。
- 第11回国際古楽コンクール《山梨》・アンサンブル部門第2位[4]　＊ラ・フォンテーヌ
- 2000年ブルージュ国際コンクール・アンサンブル部門第2位、併せて聴衆賞を受賞[5]　＊ラ・フォンテーヌ

## 師事歴
- チェンバロを鍋島元子、ロバート・ヒル、オルガンを水野均、C.シュノール、ピアノを坂井由紀子、音楽理論を川又礼子、三瀬和朗らに師事。